# Document d'information communal sur les risques majeurs
Le Document d’information communal sur les risques majeurs (DICRIM) est, en France, un document d'information préventive qui doit être établi par le maire d'une commune présentant des risques naturels et technologiques majeurs sur son territoire. Ce document est destiné à informer la population sur ces risques, ainsi que sur les mesures de prévention et de sauvegarde prévues pour s'en protéger.

## Contexte général
Le Code de l'environnement prévoit à son article L. 125-2 un droit à l'information de toute personne « sur les risques majeurs auxquels elle est soumise dans certaines zones du territoire et sur les mesures de sauvegarde qui la concernent ».
Cette mesure se décline au niveau départemental et au niveau communal, dans les conditions précisées par décret, dont les dispositions sont codifiées aux articles R. 125-9 et suivants du Code de l'environnement.

## Modalités d'élaboration et de publicité
Le préfet de département a pour obligation d'établir un dossier départemental des risques majeurs. Le préfet établit dans le cadre de ce dossier une liste de communes présentant des risques naturels ou technologiques dans son département, auxquelles il doit transmettre les plans particuliers d'intervention prévus sur le territoire de la commune, les cartographies existantes des zones exposées, ainsi que la liste des arrêtés portant constatation de l'état de catastrophe naturelle sur leurs territoires.
Le DICRIM reprend les informations transmises par le préfet de département, auxquelles sont ajoutées les mesures de prévention, de protection et de sauvegarde pour chaque risque majeur identifié sur le territoire de la commune.
Le maire en assure la publicité vis-à-vis du public par affichage en mairie pendant au moins deux mois. Le DICRIM et les plans d'intervention concernant la commune doivent être consultables en mairie sans frais.
En revanche, les informations susceptibles de porter atteinte au secret de la défense nationale, à la sûreté de l'État, à la sécurité publique ou aux secrets des affaires sont exclues du droit à l'information prévu par l'article L. 125-2 du Code de l'environnement. Elles ne figurent donc ni dans le dossier départemental des risques majeurs, ni dans le document d'information communal sur les risques majeurs.

## Contenu
Le DICRIM doit répertorier les risques existants sur le territoire de la commune.
Pour chacun des risques identifiés, ce document doit :
- en identifier les conséquences pour les personnes, les biens et l'environnement ;
- établir la chronologie des évènements significatifs (accidents, etc.) connus pour chacun de ces risques ;
- détailler les mesures de prévention, de protection et de sauvegarde prévues par les autorités publiques dans le département pour limiter les effets des risques identifiés sur le territoire de la commune.

### Les éléments du DICRIM
- Informations concernant la commune sur la base de celles fournies par le préfet ;
- Historique du risque sur la commune ;
- Recensement des mesures de prévention, de protection et de sauvegarde ;
- Inventaire des repères de crues existants et liste des repères des plus hautes eaux connues (en zone inondable) ;
- Carte des cavités souterraines et marnières ;
- Carte des aléas ;
- Plan d'affichage.

### Exemples de types de risques
- Risques naturels :
  - Inondations liées aux crues ;
  - Mouvements de terrain ;
  - Séismes ;
  - Risque volcanique ;
  - Incendies de forêt ;
  - Avalanches ;
  - Évènements météorologiques exceptionnels, comme les tempêtes et les cyclones.

- Risques technologiques:
  - Transport de matières dangereuses ;
  - Transport maritime ;
  - Transport ferroviaire ;
  - Engrais, produits chimiques, etc.
  - Accidents industriels ;
  - Accidents nucléaires ;
  - Ruptures de barrage ;
  - Accidents aériens ;
  - Naufrages.

## L'association Brigade DICRIM
En novembre 2020, dans le contexte des confinements liés à la pandémie de Covid-19, des citoyens s'organisent en association de fait pour alerter sur le manque de résilience alimentaire des territoires français. Ils reprennent l'acronyme DICRIM notamment pour mettre en avant le fait que peu de communes ont établi un DICRIM. L'association souhaite améliorer la résilience alimentaire des territoires et que les maires inscrivent le risque alimentaire dans les DICRIM,,,.